# Drassyllus cerrus
Espèce
Drassyllus cerrus est une espèce d'araignées aranéomorphes de la famille des Gnaphosidae.

## Distribution
Cette espèce est endémique du Texas aux États-Unis,. Elle se rencontre  dans le comté de Val Verde.

## Description
Les mâles mesurent de 2,99 à 3,22 mm.

## Publication originale
- Platnick & Shadab, 1982 : A revision of the American spiders of the genus Drassyllus (Araneae, Gnaphosidae). Bulletin of the American Museum of Natural History, no 173, p. 1-97 (texte intégral).